# Czesław Lewandowski

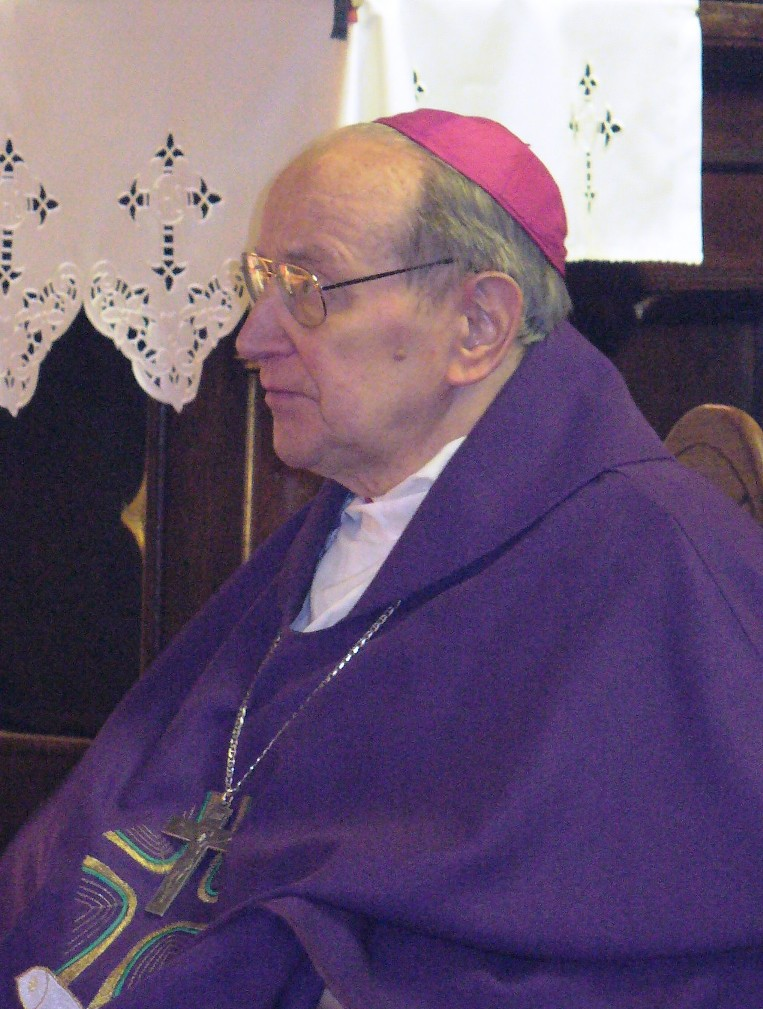
Bischof Czesław Lewandowski

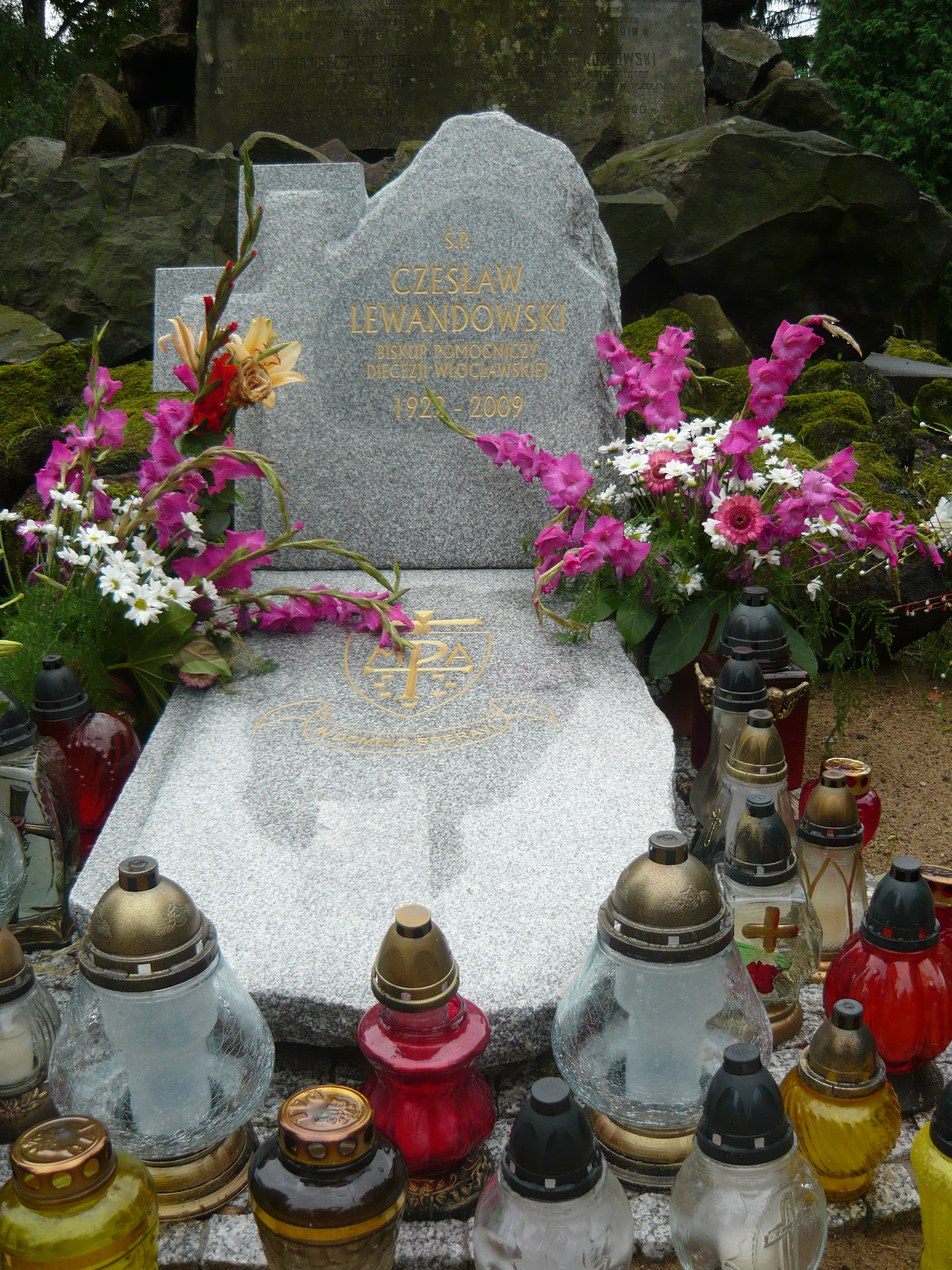
Letzte Ruhestätte von Bischof Lewandowski

Czesław Lewandowski (* 15. August 1922 in Koło, Großpolen, Polen; † 16. August 2009 in Włocławek, Polen) war Weihbischof in Włocławek.

## Leben
Czesław Lewandowski konnte sein Studium am Seminars in Włocławek erst nach dem Ende des Zweiten Weltkrieges aufnehmen. Er empfing am 18. Juni 1950 die Priesterweihe für das Bistum Włocławek durch Bischof Karol Miecislao Radonski und studierte Moraltheologie an der Katholischen Universität Lublin. Er war in der Seelsorge tätig, Katechist und später Spiritual am Kleinen Seminar in Włocławek sowie Krankenhausseelsorger in Kalisz. Ab 1965 war er geistlicher Leiter des Priesterseminars in Włocławek.
Papst Paul VI. ernannte Lewandowski 1973 zum Titularbischof von Fidoloma und bestellte ihn zum Weihbischof im Bistum Włocławek, einem Suffraganbistum des Erzbistums Gniezno. Die Bischofsweihe spendete ihm am 1. April 1973 der Erzbischof von Warschau und spätere Kardinal Stefan Wyszyński; Mitkonsekratoren waren Jan Zaręba, Bischof von Włocławek, und Kazimierz Majdański, Bischof von Szczecin-Kamień.
Er absolvierte 565 offizielle Besuche in den Pfarreien, spendete 195.225 Menschen das Sakrament der Firmung, weihte 469 Diakone und 87 Priester und wirkte bei sechs Bischofsweihen mit.
1997 wurde seinem altersbedingten Ruhestandsgesuch stattgegeben.